# Parasitalces
Parasitalces is een geslacht van rechtvleugeligen uit de familie veldsprinkhanen (Acrididae). De wetenschappelijke naam van dit geslacht is voor het eerst geldig gepubliceerd in 1911 door Bruner.

## Soorten
Het geslacht Parasitalces omvat de volgende soorten:
- Parasitalces sexnotata Bruner, 1911
- Parasitalces vulneratus Bruner, 1922